# 王晓州
王晓州（1964年—），陕西扶风人，汉族，中华人民共和国政治人物、第十二届全国人民代表大会四川地区代表。
毕业于北京交通大学管理科学与工程专业。加入中国共产党。2013年，担任全国人大代表。